# Psychotria scytophylla
Psychotria scytophylla är en måreväxtart som beskrevs av Cornelis Eliza Bertus Bremekamp. Psychotria scytophylla ingår i släktet Psychotria och familjen måreväxter. Inga underarter finns listade i Catalogue of Life.